# Хайнрих I (Олденбург)
Вижте пояснителната страница за други личности с името Хайнрих I.
Хайнрих I фон Олденбург (на немски: Heinrich I von Oldenburg; * ок. 1122; † 1167 във Вилдесхаузен) е от 1142 г. граф на Олденбург-Вилдесхаузен, основава линията Вилдесхаузен.

## Произход и управление
Той е най-възрастният син на граф Егилмар II фон Олденбург († 1142) и съпругата му Айлика фон Верл-Ритберг, дъщеря на граф Хайнрих II фон Ритберг († 1116) и графиня Беатрикс фон Хилдрицхаузен († 1115/1122), дъщеря на граф Хайнрих II фон Хилдрицхаузен, маркграф на баварския Нордгау († сл. 1089) и Беатрикс фон Швайнфурт († 1104).
След смъртта на баща му през 1142 г. той го наследява заедно с брат си Кристиан I († ок. 1167). Те си разделят наследството на баща им. Хайнрих основава линията Вилдесхаузен, а брат му остава в Олденбург.
Хайнрих управлява от Вилдесхаузен, става фогт на Растеде и граф на Ритберг, което загубва по-късно чрез Хайнрих Лъв. Той получава графските права на графовете от Щаде и участва с Христиан I във военните походи на Хайнрих Лъв срещу фризите.

## Фамилия
Хайнрих се жени за Саломе, дъщеря на граф Герхард II от Гелдерн и Ермгард фон Цутфен. Те имат децата:
- Герхард I († 1219) 1192 – 1216 епископ на Оснабрюк и 1210 – 1219 архиепископ на Бремен
- Кристиана?, ∞ Ведекинд фон Щумпенхаузен
  - Хайнрих I фон Щумпенхаузен, завладява 1204 господство Ходенберг и замък Хоя (Графство Хоя)
- Беатрикс († ок. 1224), 1207 – 1224 абатиса на Басум
- Хайнрих II († 1197), ∞ Беатрикс фон Халермунд, наследява баща си като граф във Вилдесхаузен
- Ото I фон Олденбург († 1217), епископ на Мюнстер